# Phare de Ponta da Escuma
Le phare de Ponta da Escuma  est un phare situé sur l'îlot de Sal Rei, devant le port de Sal Rei, à l'ouest de l'île de Boa Vista, l'une du groupe des îles de Barlavento, au Cap-Vert. 
Ce phare géré par la Direction de la Marine et des Ports (Direcção Geral de Marinha e Portos ou DGMP) .

## Histoire
Ilhéu de Sal Rei est un îlot inhabité près de la côte de Boa Vista. Il est situé à 1 km au sud-ouest de la capitale de l'île, Sal Rei. Son point culminant est de 27 m. On y trouve  l'ancien Forte Duque de Bragança (en). L'îlot entier, dont une partie marine, est un parc naturel qui protège sa flore et sa faune.

## Description
La première station de signalisation maritime a été installée sur l'îlot de Sal Rei en 1888. C'était une tourelle en béton, avec escalier extérieur, de 5 m de haut supportant la lumière. A côté se trouve une maison de gardien en ruine.
La lumière actuelle est hissée sur un mât cylindrique en métal de 8 m, avec galerie et lanterne. Elle est alimentée à l'énergie solaire. Ce feu émet, à une hauteur focale de 28 m, 5 éclats blancs ou rouges selon direction par période de vingt secondes. Sa portée nominale est de 11 milles marins (environ 20 km).
Le phare est érigé sur Ponta da Escuma, sur le côté nord-oust de l'îlot. Il marque l'entrée du port de Sal Rei.
Identifiant : ARLHS : CAP-... PT-2106 - Amirauté : D2918 - NGA : 113-24192 .
|                  |
| Ilhéu de Sal Rei |

|                  |
| Île de Boa Vista |

### Lien connexe
- Liste des phares au Cap-Vert